# Linnea Henriksson

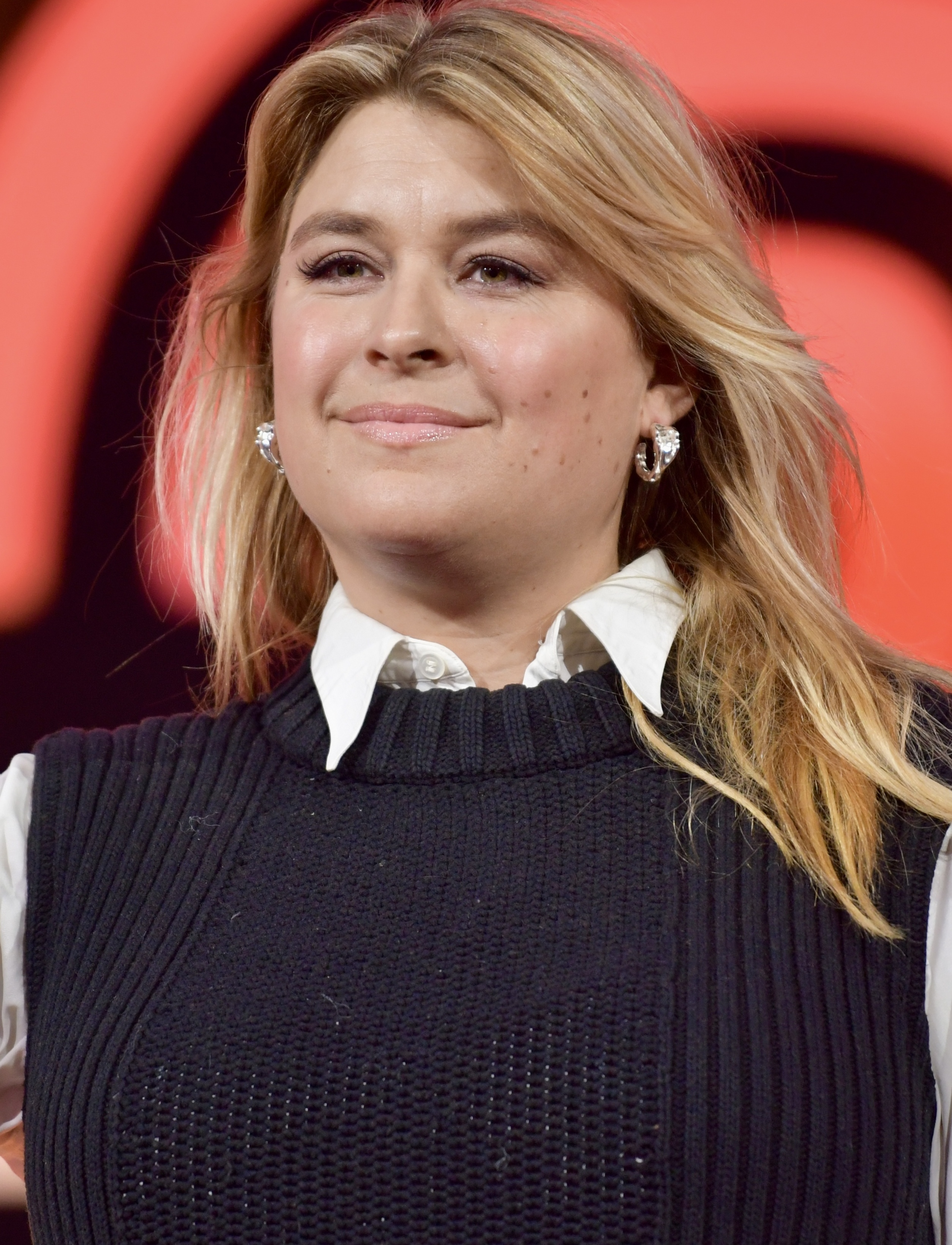
Linnea Henriksson (2025)

Ellen Linnea Petrea Henriksson (* 9. November 1986 in Halmstad) ist eine schwedische Popsängerin und Singer-Songwriterin.

## Leben
Ab 2007 war sie Sängerin der Avantgarde-Band Prylf, mit der sie 2010 ein Album eingesungen hat. 2010 nahm sie an der Castingshow Idol des Senders TV4 teil und erreichte den vierten Platz sowie danach einen Plattenvertrag bei Epic Records. 2011 erschien ihre Debütsingle und 2012 ihr Debütalbum Till Mina Älskade Och Älskare, eine erste Tournee durch Schweden folgte. 2013 absolvierte sie eine Tournee im Vorprogramm der Popgruppe Gyllene Tider.

## Diskografie

### Alben
| Jahr | Titel                                | Höchstplatzierung, Gesamtwochen, AuszeichnungChartsChartplatzierungen (Jahr, Titel, Platzierungen, Wochen, Auszeichnungen, Anmerkungen) | Anmerkungen                                           |
| Jahr | Titel                                | SE | Anmerkungen                                           |
| ---- | ------------------------------------ | --- | ----------------------------------------------------- |
| 2012 | Till mina älskade och älskare        | SE21 Gold · (21 Wo.)SE | Erstveröffentlichung: 28. Mai 2012 Verkäufe: + 20.000 |
| 2014 | Du söker bråk jag kräver dans        | SE14 (7 Wo.)SE | Erstveröffentlichung: 5. Februar 2014                 |
| 2018 | Så mycket bättre 2018 – Tolkningarna | SE47 (1 Wo.)SE | Erstveröffentlichung: 8. Dezember 2018                |
| 2019 | Till från                            | SE3 (5 Wo.)SE | Erstveröffentlichung: 1. November 2019                |

Weitere Alben
- 2010: Kind of Green (mit Prylf)

### Singles
| Jahr | Titel Album                                          | Höchstplatzierung, Gesamtwochen, AuszeichnungChartsChartplatzierungen (Jahr, Titel, Album, Platzierungen, Wochen, Auszeichnungen, Anmerkungen) | Anmerkungen                                              |
| Jahr | Titel Album                                          | SE | Anmerkungen                                              |
| ---- | ---------------------------------------------------- | --- | -------------------------------------------------------- |
| 2012 | Lyckligare nu Till mina älskade och älskare          | SE3 ×2Doppelplatin · (19 Wo.)SE | Verkäufe: + 80.000                                       |
| 2017 | Säga mig –                                           | SE56 Gold · (4 Wo.)SE | Erstveröffentlichung: 13. Januar 2017 Verkäufe: + 20.000 |
| 2017 | Släpper allt –                                       | SE80 (1 Wo.)SE | Erstveröffentlichung: 12. Mai 2017 feat. Norlie & KKV    |
| 2018 | Hero Så mycket bättre 2018 – Tolkningarna            | SE100 (1 Wo.)SE |                                                          |
| 2018 | Småtjejer Så mycket bättre 2018 – Tolkningarna       | SE29 (3 Wo.)SE |                                                          |
| 2018 | Den stora dagen Så mycket bättre 2018 – Tolkningarna | SE76 (1 Wo.)SE |                                                          |
| 2019 | Fira jul med mig Till från                           | SE26 Gold · (23 Wo.)SE |                                                          |
| 2019 | Jul, jul, strålande jul Till från                    | SE59 (1 Wo.)SE |                                                          |
| 2019 | Betlehems stjärna Till från                          | SE94 (1 Wo.)SE |                                                          |
| 2020 | Det kommer en tid –                                  | SE90 (1 Wo.)SE | Erstveröffentlichung: 12. Juni 2020                      |
| 2021 | En dålig idé –                                       | SE96 (1 Wo.)SE | Erstveröffentlichung: 15. Oktober 2021                   |
| 2025 | Den känslan –                                        | SE32 (… Wo.)SE | Erstveröffentlichung: 31. Januar 2025                    |

Weitere Singles
- 2011: Väldigt kär/Obegripligt ensam
- 2012: Alice
- 2012: Mitt rum i ditt hjärta
- 2013: Jag vet nått som inte du vet
- 2013: Du söker bråk, jag kräver dans
- 2014: Cecilia
- 2014: Halmstad
- 2019: Jul, jul, strålande jul
- 2019: Betlehems stjärna

### Gastbeiträge
| Jahr | Titel Album                               | Höchstplatzierung, Gesamtwochen, AuszeichnungChartsChartplatzierungen (Jahr, Titel, Album, Platzierungen, Wochen, Auszeichnungen, Anmerkungen) | Anmerkungen                                                                                 |
| Jahr | Titel Album                               | SE | Anmerkungen                                                                                 |
| --- | ----------------------------------------- | --- | ------------------------------------------------------------------------------------------- |
| 2016 | Se på mig nu Skeppsholmen                 | SE5 Platin · (31 Wo.)SE | Erstveröffentlichung: 23. September 2016 Petter feat. Linnea Henriksson; Verkäufe: + 40.000 |
| 2019 | Sanningen Så mycket bättre - Tolkningarna | SE31 (4 Wo.)SE | Erstveröffentlichung: 2. November 2019 Petter feat. Linnea Henriksson                       |
| Folgende Lieder erschienen nicht als Single, wurden aber durch das Album zum Download und Streaming bereitgestellt und konnten somit eine Platzierung erlangen: |                                           | |                                                                                             |
| |                                           | |                                                                                             |
| 2013 | Hope There’s Someone True                 | SE47 (1 Wo.)SE | Avicii feat. Linnea Henriksson                                                              |